# Escocesa
La escocesa (ecossaise) es una variedad de la contradanza en estilo escocés, especialmente popular en Francia e Inglaterra a fines del siglo XVIII e inicios del XIX. La ecossaise era usualmente bailada en compás de 2/4.
La forma musical también fue usada por algunos compositores. Franz Schubert, Ludwig van Beethoven y Frédéric Chopin escribieron varias ecossaises para piano, todas reconocibles por su vivacidad. Tiene un ritmo muy altivo.
- Datos: Q1202801